# قطعنامه ۲۳۷ شورای امنیت
قطعنامه  ۲۳۷ شورای امنیت سازمان ملل متحد که در تاریخ ۱۴ ژوئن ۱۹۶۷ تصویب شد، سندی بین‌المللی دربارهٔ وضعیت خاورمیانه است. این قطعنامه طی نشست ۱۳۶۱ام 
با ۱۵ موافق،۰ مخالف و۰ ممتنع تصویب شد.